# Leucauge longula
Leucauge longula este o specie de păianjeni din genul Leucauge, familia Tetragnathidae. A fost descrisă pentru prima dată de Thorell, 1878. Conform Catalogue of Life specia Leucauge longula nu are subspecii cunoscute.